# Sandie Toletti
Sandie Toletti (Bagnols-sur-Cèze, 13 luglio 1995) è una calciatrice francese, centrocampista del Real Madrid e della nazionale francese.

## Carriera

### Nazionale
Toletti inizia ad essere convocata dalla federazione calcistica della Francia (FFF) dal 2010, inizialmente per indossare la maglia della formazione Under-17, chiamata dal tecnico Francisco "Paco" Rubio in occasione della doppia amichevole del 13 e 15 settembre con le pari età dei Paesi Bassi, per poi essere inserita in rosa con la squadra impegnata alle qualificazioni all'edizione 2011 dell'Europeo di categoria. Durante il torneo Rubio la impiega in tutte le sei partite delle due fasi di qualificazione e, ottenuto l'accesso alla fase finale, nelle due che vedono le francesi superare in semifinale la Germania ai tiri di rigore e arrendersi alla Spagna per 1-0 nella finale del 31 luglio 2011.
Rubio continua a concederle fiducia, chiamandola per la doppia amichevole con la Scozia del 12 e 14 settembre 2011, dove va a segno per la prima volta con la maglia delle Bleues, convocandola anche per qualificazioni all'Europeo 2012. Toletti condivide con le compagne la progressione della sua nazionale che vede nuovamente superare le due fasi di qualificazione, accedere alla fase finale e, infine, battere prima la Svizzera 5-1 in semifinale, per poi perdere la finale con la Germania, superata ai calci di rigore dopo che l'incontro era terminato sull'1-1 ai tempi regolamentari. Durante il torneo su 8 presenze sigla 7 reti delle quali una doppietta alla Moldavia.
A torneo terminato c'è l'avvicendamento sulla panchina dell'U-17, con la nazionale affidata ora a Guy Ferrier, al quale viene dato il compito di dirigere la formazione che, grazie al risultato all'Europeo, ottiene l'accesso al Mondiale di Azerbaigian 2012. Ferrier, dopo aver valutato Toletti nella doppia amichevole con la Colombia dell'11 e 13 settembre e dove la centrocampista sigla una doppietta, la inserisce in rosa con la squadra che conquista il suo primo titolo di campione del mondo di categoria. In quell'occasione il tecnico la impiega in tutti i sei incontri disputati, ed è la prima tra le rigoriste designate nella finale decisa ai calci di rigore con le avversarie della Corea del Nord dopo che i tempi regolamentari si erano conclusi sul risultato di 1-1. La finale del 13 ottobre 2012 è anche l'ultimo incontro di Toletti in Under-17, che in due anni totalizza complessivamente 34 presenze siglando 12 reti.

## Statistiche
Statistiche aggiornate al 30 maggio 2025.
| Stagione            | Squadra             | Campionato          | Campionato | Campionato | Coppe nazionali | Coppe nazionali | Coppe nazionali | Coppe internazionali | Coppe internazionali | Coppe internazionali | Altre coppe | Altre coppe | Altre coppe | Totale | Totale |
| Stagione            | Squadra             | Comp                | Pres       | Reti       | Comp            | Pres            | Reti            | Comp                 | Pres                 | Reti                 | Comp        | Pres        | Reti        | Pres   | Reti   |
| ------------------- | ------------------- | ------------------- | ---------- | ---------- | --------------- | --------------- | --------------- | -------------------- | -------------------- | -------------------- | ----------- | ----------- | ----------- | ------ | ------ |
| 2013-2014           | Montpellier         | D1                  | 22         | 1          | CF              | 1               | 0               |                      | -                    | -                    |             | -           | -           | 23     | 1      |
| 2014-2015           | Montpellier         | D1                  | 20         | 3          | CF              | 5               | 0               |                      | -                    | -                    |             | -           | -           | 25     | 3      |
| 2015-2016           | Montpellier         | D1                  | 18         | 0          | CF              | 3               | 1               |                      | -                    | -                    |             | -           | -           | 21     | 1      |
| 2016-2017           | Montpellier         | D1                  | 20         | 4          | CF              | 2               | 0               |                      | -                    | -                    |             | -           | -           | 22     | 4      |
| 2017-2018           | Montpellier         | D1                  | 15         | 3          | CF              | 3               | 0               | UWCL                 | 6                    | 1                    |             | -           | -           | 24     | 4      |
| 2018-2019           | Montpellier         | D1                  | 17         | 2          | CF              | 1               | 0               |                      | -                    | -                    |             | -           | -           | 18     | 2      |
| 2019-2020           | Montpellier         | D1                  | 15         | 1          | CF              | 3               | 1               |                      | -                    | -                    |             | -           | -           | 18     | 2      |
| Totale Montepellier | Totale Montepellier | Totale Montepellier | 127        | 14         | -               | 18              | 2               |                      | 6                    | 1                    |             | -           | -           | 151    | 17     |
| 2020-2021           | Levante             | PD                  | 28         | 6          | CS              | 3               | 0               | -                    | -                    | -                    | SS          | 2           | 0           | 33     | 6      |
| 2021-2022           | Levante             | PD                  | 25         | 4          | CS              | 2               | 0               | UWCL                 | 4                    | 2                    | SS          | -           | -           | 31     | 6      |
| Totale Levante      | Totale Levante      | Totale Levante      | 53         | 10         | -               | 5               | 0               |                      | 4                    | 2                    |             | 2           | 0           | 64     | 12     |
| 2022-2023           | Real Madrid         | PD                  | 23         | 2          | CS              | 3               | 2               | UWCL                 | 10                   | 0                    | SS          | 0           | 0           | 36     | 4      |
| 2023-2024           | Real Madrid         | PD                  | 24         | 2          | CS              | 2               | 1               | UWCL                 | 5                    | 1                    | SS          | 1           | 0           | 32     | 4      |
| 2024-2025           | Real Madrid         | PD                  | 22         | 2          | CS              | 4               | 1               | UWCL                 | 8                    | 2                    | SS          | 2           | 0           | 36     | 5      |
| Totale Real Madrid  | Totale Real Madrid  | Totale Real Madrid  | 69         | 6          | -               | 9               | 4               | -                    | 23                   | 3                    | -           | 3           | 0           | 104    | 13     |
| Totale carriera     | Totale carriera     | Totale carriera     | 249        | 30         | -               | 32              | 6               | -                    | 33                   | 6                    | -           | 5           | 0           | 319    | 42     |

## Palmarès

### Nazionale
- SheBelieves Cup: 1

2017
- Campionato mondiale under 17: 1

2012
- Campionato d'Europa under 19: 1

2013